# Daði Bergsson
Daði Bergsson (Reykjavík, 11 maart 1995) is een IJslands voetballer die als aanvaller speelt.
Hij begon bij Þróttur Reykjavík waar hij in 2010 debuteerde in de 1. deild karla. Hij speelde 24 wedstrijden voor hij in januari 2013 door N.E.C. werd aangetrokken. Na een half jaar in de A1 gespeeld te hebben, sloot hij in de zomer van 2013 aan bij de selectie van het eerste team. Hij debuteerde niet en ging in de winterstop terug naar de beloftenselectie. Na de degradatie van N.E.C. in 2014 werd zijn contract ontbonden. Op 28 juni tekende hij voor drie jaar bij Valur Reykjavík. In augustus 2015 werd hij tot eind oktober verhuurd aan Leiknir Reykjavík. In januari 2017 keerde hij terug bij Þróttur Reykjavík waar hij een contract voor twee seizoenen ondertekende. In het seizoen 2021 degradeerde hij met zijn club uit de 1. deild karla. In februari 2022 ging hij naar Kórdrengir dat uitkomt in de 2. deild karla.
Daði Bergsson was IJslands jeugdinternational.